# Karl Philipp Moritz

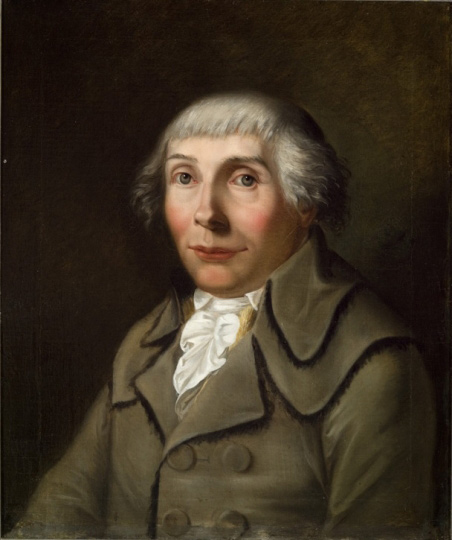
Karl Philipp Moritz, Gemälde von Karl Franz Jacob Heinrich Schumann, 1791, Gleimhaus Halberstadt

Karl Philipp Moritz (* 15. September 1756 in Hameln; † 26. Juni 1793 in Berlin) war ein vielseitiger Schriftsteller des Sturm und Drang, welcher der Berliner Aufklärung, der Berliner Klassik und der Weimarer Klassik, aber auch der Frühromantik Impulse gab.
Er hatte ein bewegtes Leben als Hutmacherlehrling, Schauspieler, Hofmeister, Lehrer, Redakteur, Schriftsteller, Spätaufklärer, Philosoph und Kunsttheoretiker.

## Leben

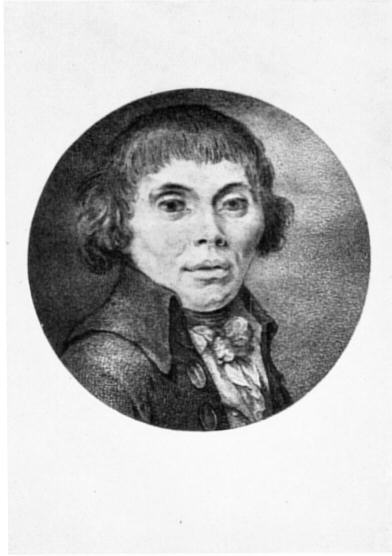
Moritz auf einem Stich von H. Sintzenich, 1793

Moritz wuchs in ärmlichen, von Quietismus und Pietismus geprägten Verhältnissen auf. Sein Vater war Militärmusiker und religiöser Anhänger des Hayner Schlossherren Johann Friedrich von Fleischbein, eines Schülers und Übersetzers des radikalen Quietisten Charles Hector de Saint George Marquis de Marsay. Eine Hutmacherlehre in Braunschweig bei einem Glaubensbruder des Vaters brach Moritz wegen unerträglicher Behandlung ab. Sein Konfirmationspfarrer entdeckte seine Begabung und ermöglichte ihm, mit Hilfe eines Wohltäters ab 1771 das Ratsgymnasium in Hannover zu besuchen. Moritz’ Ausbildungs- und Schulzeit ist in bis dahin beispielloser Schonungslosigkeit im autobiographisch gefärbten psychologischen Roman Anton Reiser verarbeitet. Nach mehreren vergeblichen Versuchen, Schauspieler zu werden – 1776 hatte er sich noch als Theologiestudent in Erfurt eingeschrieben –, wurde Moritz über die Stelle eines Informators am Potsdamer Militär-Waisenhaus 1778 Lehrer am Berlinischen Gymnasium zum Grauen Kloster, wo er 1784 Gymnasiallehrer wurde. Seit 1779 Freimaurer, hatte Moritz Kontakt zu den führenden Berliner Aufklärern.
Freundschaften pflegte er zu Goethe, der ihn wie einen jüngeren Bruder sah, Moses Mendelssohn und Asmus Jakob Carstens.
Goethe und Moritz hatten sich im November 1786 in Rom kennen- und schätzengelernt. Auf seiner Rückreise nach Berlin Ende 1788 machte Moritz deshalb auch Station in Weimar und unterrichtete dort den Herzog Carl August im Englischen. Daraufhin setzte sich dieser dafür ein, dass der Dichter 1789 eine Professur der Theorie der schönen Künste an der Königlichen Akademie der Künste in Berlin bekam. Zu seinen Schülern zählen unter anderen Ludwig Tieck, Wilhelm Heinrich Wackenroder und Alexander von Humboldt. Er war ein großer Bewunderer von Jean Paul. 1791 wurde Moritz in die Preußische Akademie der Wissenschaften aufgenommen und zum preußischen Hofrat ernannt. Am 5. August 1792 heiratete er nach kurzer Verlobungszeit die damals 15-jährige Christiane Friederike Matzdorff. Im Dezember erfolgte bereits die Scheidung wegen Untreue der Ehefrau nach einer Entführung durch einen früheren Liebhaber, im Mai 1793 die Wiederverheiratung. Moritz starb kurz danach an einem Lungenödem, der Folge einer Krankheit, an der er seit seiner Jugend litt. Seine Frau hatte ihn aufopferungsvoll gepflegt, sich dabei angesteckt und starb kurz darauf ebenfalls.
Neben den Romanen Anton Reiser und Andreas Hartknopf verfasste der Aufklärer auch eine Reihe von theoretischen Schriften zur Ästhetik und Mythologie, wie beispielsweise Über die bildende Nachahmung des Schönen sowie Götterlehre oder mythologische Dichtungen der Alten (Erstveröffentlichung 1791). Im Gegensatz zum konventionellen mythographischen Schrifttum der Zeit entwirft die Götterlehre einen anthropologischen, d. h. auf das Allgemein-Menschliche zielenden Blick auf die Götter der griechisch-römischen Antike. Die Figuren – das wird insbesondere an der Göttin der Nacht und ihren Kindern deutlich – interessieren Moritz vor allem insofern, als sie Symbole einer sinnlich-ganzheitlichen Weltdeutung sind. Das 1783 von ihm gegründete Magazin zur Erfahrungsseelenkunde als ein Lesebuch für Gelehrte und Ungelehrte kann als eine frühe psychologische Zeitschrift gesehen werden.

## Einzelne Werke

### Blunt oder der Gast (Drama)
Das heute weitgehend vergessene, 1780 im Erstdruck in der Literatur- und Theater-Zeitung erschienene, 1781 als überarbeitete Buchausgabe erschienene Drama stellt einen Abgesang auf die Sturm-und-Drang-Periode dar. Angeregt wurde Moritz durch George Lillos Stück Fatal Curiosity (London 1736). Wie dieses Stück handelt Moritz’ Drama von einem in wirtschaftliche Not geratenen und sozial abgestiegenen Ehepaar, das aus wahnhaftem Neid einen scheinbar zufällig anwesenden reichen Fremden beraubt und ermordet. Wie sich herausstellt, ist dieser ihr nach einem Schiffbruch vermisster Sohn, der gekommen war, um die Tochter seines Onkels zu heiraten. Dem Erstdruck ist unter Missachtung aller poetologischer Regeln ein alternativer harmonisierender Schluss beigefügt, der den Wunsch des Mörders nach Vergebung durch den Sohn – den „Gast“ dieser zerrütteten Kleinfamilie – ausdrücken könnte.

### Anton Reiser (in vier Teilen)

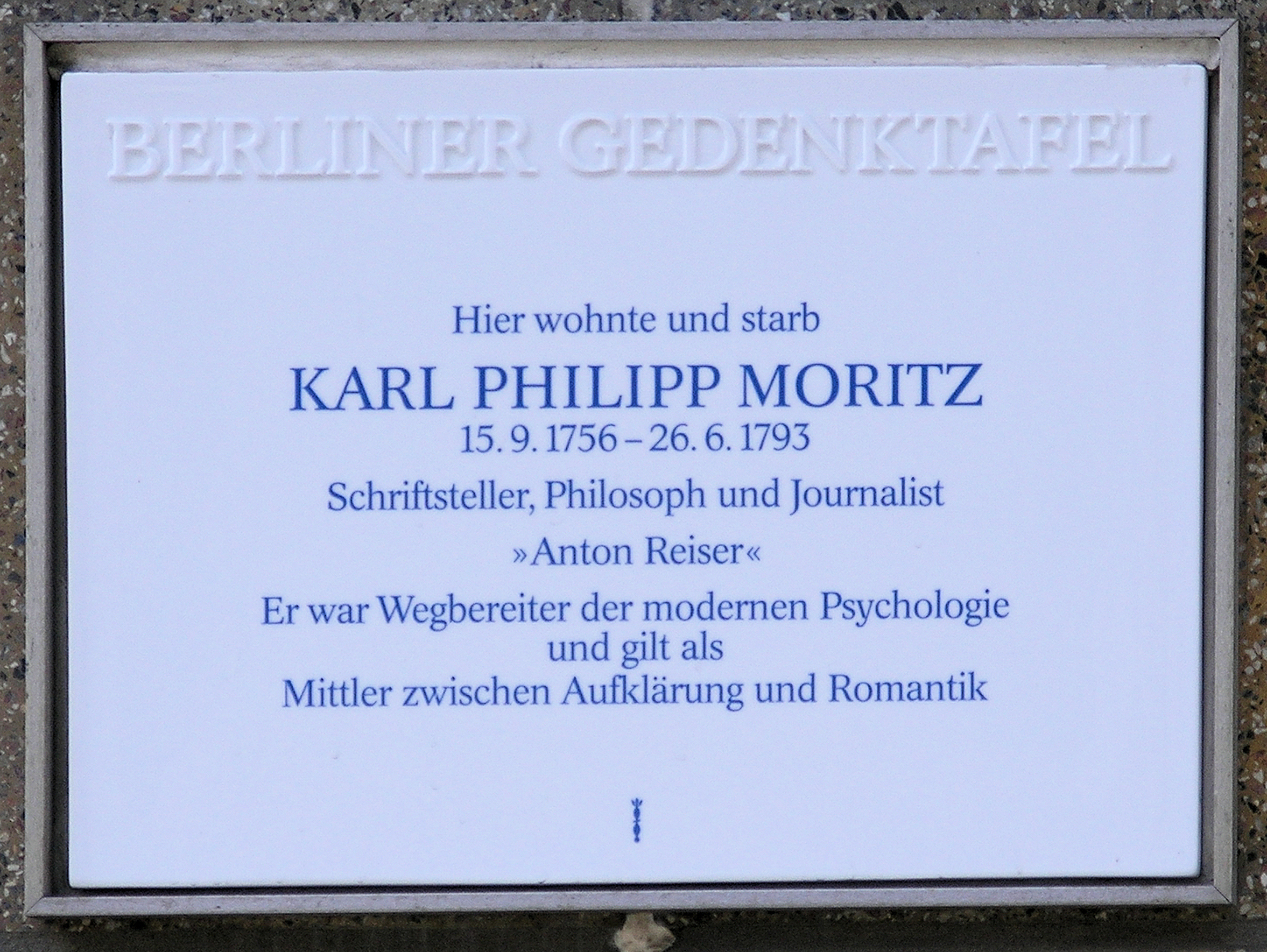
Berliner Gedenktafel in der Münzstraße 7–11 in Berlin-Mitte

Der Roman schildert das Leben des Anton Reiser und sein Streben, ein Schauspieler zu werden.
Zudem stellt das Werk eine Beschreibung und Kommentierung des Werdens und Scheiterns der Hauptfigur Anton Reiser dar. Der Roman ist einer der ersten psychologischen Romane in deutscher Sprache.

### Ästhetische Schriften
Zu den ästhetischen Schriften gehören der Aufsatz Versuch einer Vereinigung aller schönen Künste und Wissenschaften unter dem Begriff des in sich selbst Vollendeten, der in der Berlinischen Monatsschrift von März 1785 als offener Brief an Moses Mendelssohn erschien, das in Rom entstandene Manifest Über die bildende Nachahmung des Schönen, sowie die Abhandlungen Inwiefern Kunstwerke beschrieben werden können und Vorbegriffe zu einer Theorie der Ornamente.
Mit seinen ästhetischen Schriften wird Moritz zum Begründer der Weimarer Autonomie-Ästhetik.

#### Über die bildende Nachahmung des Schönen
Moritz stellt im dritten Teil der „bildenden Nachahmung des Schönen“ seine Vorstellung der natürlichen Entwicklung vor. Sie kann beschrieben werden als teleologischer Prozess der Vervollkommnung der Materie. In einer „Stufenleiter von Organisationsformen“ steigt zuerst der „unorganisierte Stoff“ zu den Pflanzen empor, diese selbst zu den Tieren und schließlich zu den Menschen. Dieser Prozess verläuft nun nicht „freiwillig“, jede niedere Form der Lebensorganisation wird in die nächsthöhere überführt, indem sie in ihrer individuellen Form aufgelöst, dem Wesen nach aber transformiert werden in die übergeordnete Organisation.
Diesem Prozess der natürlichen Entwicklung liegt die „Tatkraft“ zugrunde, die sich durch Zerstörung bildet. Sie ist auch im Menschen vorhanden und äußert sich in ihm auf zwei Arten: Zum einen als Bildungskraft, zum anderen als Empfindungskraft. Die Tatkraft strebt immer auf das Ganze hin und ist daher bestrebt, untergeordnete Organisationsformen in sich aufzunehmen oder gleichrangige Organisationsformen zu zerstören.
Beim Menschen hört der „Prozess der Veredelung“ nur in physischer Hinsicht auf. Durch seinen Geist muss er die Wirklichkeit verschönern und so das reelle Schöne, das Ziel der Natur- und Menschheitsgeschichte erreichen.
Der künstlerische Produktionsprozess wird der natürlichen Entwicklung analog gesehen. Im produktiven Künstler vereinigen sich Bildungs- und Empfindungskraft zu höchster Harmonie. Ihm, dem schaffenden Genie, gegenüber steht der Dilettant. Die Unterscheidung zwischen Genie und Dilettant ist eine zentrale in den Kunstüberlegungen der Weimarer Klassik: Im Dilettanten ist die Bildungskraft zu wenig ausgeprägt. Er kann – durch die Empfindungskraft befördert – allenfalls Kunst genießen, und Moritz warnt eindringlich davor, sich als Dilettant daran zu versuchen, Kunst zu schaffen. Denn der Dilettantismus sähe im Kunstwerk primär ein Objekt des Genusses und nur, wer dieses Eigeninteresse (Kunst zu schaffen, um sie dann genießen zu können) abstelle, könne das Schöne wirklich genießen. Andernfalls „bleibt ihm nur das Leiden am Schönen als einem Vollendeten, das ihm unerreichbar ist.“
Das Genie hingegen ist fähig, das Schöne der Natur zu erahnen und es dann nachzuahmen und so das Kunstschöne zu schaffen.
Auch der künstlerische Prozess ist geprägt von und basiert auf Zerstörung. Der Künstler erreicht das Kunstschöne nur durch Zerstörung, die sich konkret als Auflösung der Wirklichkeit äußert. Er zerstört die Erfahrungswirklichkeit und transferiert sie verwandelt in die Erscheinung seines Werkes. So kommt das Wesen der Wirklichkeit zur Erscheinung im Schein, in der Täuschung der Kunst, die Widerschein des reellen Schönen ist.
Auch der Künstler muss die Zerstörung in seinem Bildungswerk büßen, in der Form, dass er auf jeglichen Genuss bei seiner Schaffenstätigkeit verzichten muss, gleichzeitig aber immer weiter zur Bildungstätigkeit angetrieben wird.
Moritz begründet die Autonomie der Kunst durch die stets auf das Ganze gerichtete Tatkraft, die das Kunstschöne als „Nachbild des großen Ganzen der Natur“ schafft. Als solches Nachbild, das durch die Zerstörung und Neubildung der Erfahrungswirklichkeit entstanden ist, weist die Kunst nicht zurück auf den Künstler und die Wirklichkeit, in der sie entstanden ist, und hat daher zwar eine innere Zweckmäßigkeit, braucht darüber hinaus aber weiter „keine Beziehungen auf irgend etwas ausser  sich zu haben“.

## Werke
Es gibt verschiedene Volltext-Sammlungen der Werke Moritz’ im Internet, darunter bei Zeno.org und Projekt Gutenberg-DE. Außerdem:
- Beiträge zur Philosophie des Lebens aus dem Tagebuch eines Freimäurers. 1780 (Volltext bei Google Bücher)
- Blunt oder der Gast. Drama. 1780.
- Reisen eines Deutschen in England im Jahre 1782. In Briefen an Herrn Direktor Gedike. Friedrich Maurer, Berlin 1783. (Digitalisat)
- Magazin zur Erfahrungsseelenkunde als ein Lesebuch für Gelehrte und Ungelehrte. 1783–1793 (Digitalisat und Volltext im Deutschen Textarchiv), (Volltext und Digitalisat der UB Bielefeld)
- Ideal einer vollkommnen Zeitung. 1784 (Volltext in der Bibliotheca Augustana).
- Anton Reiser.
  - Bd. 1. Berlin 1785, Digitalisat und Volltext im Deutschen Textarchiv
  - Bd. 2. Berlin 1786, Digitalisat und Volltext im Deutschen Textarchiv
  - Bd. 3. Berlin 1786, Digitalisat und Volltext im Deutschen Textarchiv
  - Bd. 4. Berlin 1790, Digitalisat und Volltext im Deutschen Textarchiv
- Andreas Hartknopf. Eine Allegorie. Unger, Berlin 1786.
- Über den Begriff des in sich selbst Vollendeten. Aufsatz. 1785.
- Denkwürdigkeiten, aufgezeichnet zur Beförderung des Edlen und Schönen. Unger, Berlin 1786.
- Versuch einer deutschen Prosodie.  Wever, Berlin 1786. (Digitalisat)
- Versuch einer kleinen praktischen Kinderlogik welche auch zum Theil für Lehrer und Denker geschrieben ist. Mylius, Berlin 1786. (Digitalisat der 2. Aufl. 1793)
- Das Edelste in der Natur. Aufsatz. 1786.
- Fragmente aus dem Tagebuche eines Geistersehers. Himburg, Berlin 1787. (Digitalisat)
- Über die bildende Nachahmung des Schönen. 1788, Digitalisat und Volltext im Deutschen Textarchiv, Volltext in der Bibliotheca Augustana.
- Italien und Deutschland in Rücksicht auf Sitten, Gebräuche, Literatur und Kunst. Zeitschrift. Akademische Kunst- und Buchhandlung Berlin 1789. (Digitalisat)
- Monats-Schrift der Akademie der Künste und Mechanischen Wissenschaften zu Berlin. 1789.
- Über eine Schrift des Herrn Schulrath Campe, und über die Rechte des Schriftstellers und Buchhändlers. 1789.
- Andreas Hartknopfs Predigerjahre. Unger, Berlin 1790. (Digitalisat)
- Neues ABC-Buch. 1790.
- Annalen der Akademie der Künste und Mechanischen Wissenschaften. 1791.
- Anthusa oder Roms Alterthümer. 1791.
- Götterlehre oder mythologische Dichtungen der Alten. 1791. Digitalisat und Volltext im Deutschen Textarchiv
- Grundlinien zu meinen Vorlesungen über den Styl. 1791.
- Italienische Sprachlehre für die Deutschen. 1791.
- Über die Vereinfachung der menschlichen Kenntnisse. 1791.
- Lesebuch für Kinder. 1792.
- Mythologischer Almanach für Damen. 1792.
- Reisen eines Deutschen in Italien in den Jahren 1786 bis 1788. Bände 1 & 2: 1792, Band 3: 1793.
- Vom richtigen deutschen Ausdruck. 1792.
- Allgemeiner deutscher Briefsteller. 1793.
- Die große Loge oder der Freimaurer mit Waage und Senkblei. 1793.
- Grammatisches Wörterbuch. 4 Bde. 1793–1800.
- Mythologisches Wörterbuch zum Gebrauch für Schulen. 1793.
- Vorbegriffe zu einer Theorie der Ornamente. 1793. Digitalisat SLUB Dresden
- Vorlesungen über den Styl. (Teil 1) 1793
- Die neue Cecilia. (Fragment.) 1793.
- Kleine practische Kinderlogik, welche auch zum Theil für Lehrer und Denker geschrieben ist. 1815. (Digitalisat der Universitätsbibliothek Wien).
- Allgemeiner deutscher Briefsteller, welcher eine kleine deutsche Sprachlehre, die Hauptregeln des Styls und eine vollständige Beispielsammlung aller Gattungen von Briefen enthält. Dritte, vermehrte und verbesserte Auflage, 1798. Digitalisat

## Einzelbelege
1. 1 2  Tilman Schreiber: "Fruchtbare Gebärerin aller Dinge". Zu Bedeutung und Interpretation der Nacht und ihrer Kinder in Karl Philipp Moritz' 'Götterlehre'. In: Helmut Hühn u. Verena Krieger (Hrsg.): Die Entdeckung der Nacht. Wirklichkeitsaneignungen im Prozess der europäischen Aufklärung. VDG, Weimar, S. 86 ff. (academia.edu).
2. ↑  Matthias Luserke: Sturm und Drang. Stuttgart, erg. Auflage 2010, S. 316–321.
3. ↑  Jutta Osinski: Psychologie und Ästhetik bei Karl Philipp Moritz. In: Martin Fontius, Anneliese Klingenberg (Hrsg.): Karl Philipp Moritz und das 18. Jahrhundert. Tübingen 1995, S. 201–214, hier S. 203.
4. ↑  Thomas Saine: Die Ästhetische Theodizee. Karl Philipp Moritz und die Philosophie des 18. Jahrhunderts. München 1971, S. 164.
5. ↑  Alessandro Costazza: Genie und tragische Kunst. Karl Philipp Moritz und die Ästhetik des 18. Jahrhunderts. Bern, Berlin u. a. 1999, S. 332.
6. ↑  Albert Meier: Karl Philipp Moritz. Stuttgart 2000, S. 185 ff.
7. ↑  Karl Philipp Moritz’ Bildende Nachahmung des Schönen. Eine Analyse ausgehend von den Zerstörungsphantasien im letzten Teil.
8. ↑  Karl Philipp Moritz: Über die bildende Nachahmung des Schönen.
9. ↑  Werke von Karl Philipp Moritz bei Zeno.org.
10. ↑  Werke von Karl Philipp Moritz im Projekt Gutenberg-DE

| Personendaten    | Personendaten                             |
| ---------------- | ----------------------------------------- |
| NAME             | Moritz, Karl Philipp                      |
| KURZBESCHREIBUNG | deutscher Schriftsteller der Frühromantik |
| GEBURTSDATUM     | 15. September 1756                        |
| GEBURTSORT       | Hameln                                    |
| STERBEDATUM      | 26. Juni 1793                             |
| STERBEORT        | Berlin                                    |